# Plainte
Ne doit pas être confondu avec action en justice en procédure civile française.
Pour l’article ayant un titre homophone, voir Plinthe.
Une plainte constitue le fait de rapporter une activité, un état de choses ou un comportement répréhensible à une autorité administrative, civile, pénale ou disciplinaire.

## Par pays

### Canada

#### Droit pénal
En droit pénal canadien, le mot « plainte » ne fait pas partie du vocabulaire de la procédure pénale du Code criminel. C'est au procureur de la Couronne de décider en évaluant la preuve qu'il a devant lui s'il va intenter ou non une procédure au regard du fardeau de preuve hors de tout doute raisonnable,. Par contre, dans la jurisprudence, les mots « plaignant » et « plaignante » sont couramment employés pour désigner la personne qui porte plainte à la police.

#### Droit québécois
En droit québécois, le mot « plainte » n'est pas utilisé dans la procédure civile des tribunaux de droit commun ː ainsi, une personne ne fait pas une plainte en diffamation, mais bien une demande introductive d'instance en diffamation,. Par contre, lorsqu'une personne se plaint de discrimination, elle adresse une plainte à la Commission des droits de la personne et des droits de la jeunesse. Lorsqu'elle se plaint de la conduite d'un professionnel auprès d'un ordre professionnel, elle peut fournir une information à un syndic ou adresser une plainte à un conseil de discipline. Lorsqu'elle saisit un ombudsman public concernant un dossier dont il a compétence, elle lui adresse une plainte.

### États-Unis
En droit américain, une victime d'acte criminel doit en principe déposer une plainte auprès de la police pour que le procureur de district puisse déposer des accusations. Si la victime choisit de ne pas déposer une plainte, l'auteur de l'acte ne sera pas poursuivi. Cette règle américaine est le contraire de ce qui se produit en droit pénal canadien, où il n'est pas nécessaire que la victime d'un acte criminel porte elle-même plainte pour qu'une procédure pénale soit enclenchée, lorsque les faits sont publiquement connus. D'après l'avocat criminaliste Jean-Pierre Rancourt « Au Canada, un procureur pourrait dire: “on a la preuve et on accuse quand même”, parce que ça n’appartient pas au plaignant. Aux États-Unis, si l’individu ne porte pas plainte, ça n’ira pas plus loin ».

### France
Une plainte pénale est un acte par lequel une victime d'une infraction prévient l'autorité compétente.
La plainte est dite « contre X » lorsque l'on ne connaît pas l'auteur de l'infraction.
On peut déposer une plainte lorsque l'on a été victime d'une infraction pénale, que ce soit :
- un crime pour les infractions les plus graves tels que meurtres, viols, terrorisme... ;
- un délit pour les infractions graves punies de 10 ans d’emprisonnement maximum ;
- une contravention c'est-à-dire une infraction uniquement punie d’une amende.

L’infraction ne doit pas être prescrite : passé le délai de prescription, l’auteur de l’infraction ne peut plus être poursuivi, ce qui signifie que la plainte n’aurait aucune chance d’aboutir. Il existe toutefois une exception importante concernant les mineurs victimes d’un meurtre ou d'assassinat précédé ou accompagné d'un viol, de tortures ou d'actes de barbarie et pour les infractions d'agression ou d'atteintes sexuelles ou de recours à la prostitution d'un mineur. Dans ce cas, le délai de prescription est de 20 ans à compter de leur majorité.
Le droit français a aussi une procédure de plainte avec constitution de partie civile.

#### Citation directe
La citation directe est possible en cas de contravention ou de délit, sauf dans certains cas si le délinquant a moins de 18 ans. Il faut alors présenter une plainte avec constitution de partie civile.

### Suisse
En droit suisse, une plainte pénale permet à une personne lésée d'informer les autorités d'une infraction (articles 30 à 33 du Code pénal ; article 118 du Code de procédure pénale),. De plus, toute personne peut dénoncer des infractions.
La plainte peut être déposée auprès de la police ou envoyée au ministère public du lieu où l'infraction a été commise. Le délai pour porter plainte est de trois mois (à partir du jour où l’ayant droit a connu l’auteur de l’infraction), ensuite il y a prescription.

### Union européenne
On appelle aussi plainte, la demande présentée devant la Commission des Communautés européennes afin de lui faire constater une infraction aux règles de concurrence d'un traité. Celle-ci pourra dès lors prendre une décision d'« attestation négative » ou une « déclaration d'inapplicabilité ».